# Шварц, Элизабет
Элизабет (Сисси) Шварц (нем. Sissy Schwarz; род. 19 мая 1936, Вена) — австрийская фигуристка, выступавшая в парном катании. Со своим партнёром Куртом Оппельтом стала чемпионом зимней Олимпиады 1956 года. Они также были чемпионами мира и Европы в том же году и дважды чемпионами Австрии (в 1952 и 1956 годах).
Одновременно Шварц участвовала в соревнованиях в одиночном разряде: была 19-й на зимней Олимпиаде 1952 года и 9-й на чемпионате Европы 1953 года. В чемпионатах мира как одиночница Сисси Шварц никогда не участвовала.
В настоящее время[когда?] проживает в Винер-Нойштадте вместе со своей семьёй.

## Спортивные достижения
в парном катании
| Соревнования/Сезон      | 50-51 | 51-52 | 52-53 | 53-54 | 54-55 | 55-56 |
| ----------------------- | ----- | ----- | ----- | ----- | ----- | ----- |
| Зимние Олимпийские игры |       | 9     |       |       |       | 1     |
| Чемпионаты мира         | 7     | 7     | 6     | 3     | 2     | 1     |
| Чемпионаты Европы       |       | 7     | 3     | 2     |       | 1     |
| Чемпионат Австрии       |       | 1     | 1     | 1     | 1     | 1     |

в одиночном катании
| Соревнования/Сезон      | 51-52 | 52-53 |
| ----------------------- | ----- | ----- |
| Зимние Олимпийские игры | 19    |       |
| Чемпионаты Европы       |       | 9     |